# Isla D'Urville (Nueva Zelanda)

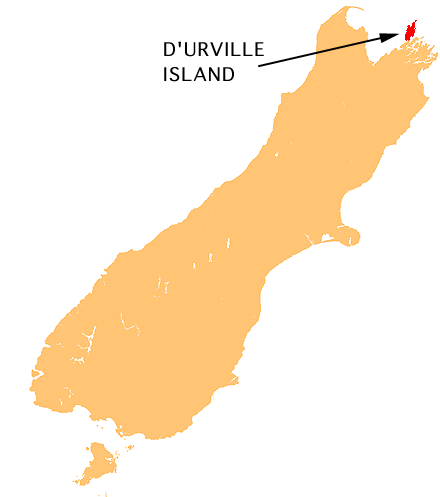
Situación de la isla D'Urville.

La isla D'Urville es un isla en el estrecho de Marlborough a lo largo de la costa norte de la isla Sur de Nueva Zelanda. Fue llamado así por el explorador francés Jules Dumont D'Urville. Con un área de aproximadamente 150 kilómetros cuadrados, la hacen la octava isla más grande de Nueva Zelanda, en las coordenadas .
El nombre en maorí es Rangitoto Ki Te Tonga. Las tribus locales son Ngāti Koata y Ngāti Kuia.
La isla D'Urville está separada de tierra firme por el peligroso paso Francés, conocido en Maoró como Te Aumiti, por donde el agua pasa hasta a ocho nudos (14 km/h) en cada marea. Varios remolinos se crean en este paso, D'Urville investigó el paso durante varios días en 1827, y dañó su barco por la peligrosidad del paso.
- Datos: Q1273040
- Multimedia: D'Urville Island, New Zealand / Q1273040